# Чжаоцзюэ
Чжаоцзюэ́ (кит. упр. 昭觉, пиньинь Zhāojué) — уезд Ляншань-Ийского автономного округа провинции Сычуань (КНР). Название уезда является словом из языка народности и.

## История
Уезд был основан при империи Цин в 1910 году. В 1939 году вошёл в состав новой провинции Сикан.
В 1950 году в провинции Сикан был образован Специальный район Сичан (西昌专区), и уезд вошёл в его состав. В 1952 году был образован Ляншань-Ийский автономный район (凉山彝族自治区), и уезд вошёл в его состав. В 1955 году провинция Сикан была расформирована, и Ляншань-Ийский автономный район был преобразован в Ляншань-Ийский автономный округ провинции Сычуань; правительство округа разместилось в уезде Чжаоцзюэ. В 1956 году из частей территории уездов Юэси и Чжаоцзюэ был образован уезд Цзиньсюн (普雄县). В 1978 году правительство округа переместилось в уезд Сичан.

## Административное деление
Уезд Чжаоцзюэ делится на 1 посёлок и 46 волостей.